# Cerritos
|  | No s'ha de confondre amb Cerrito. |

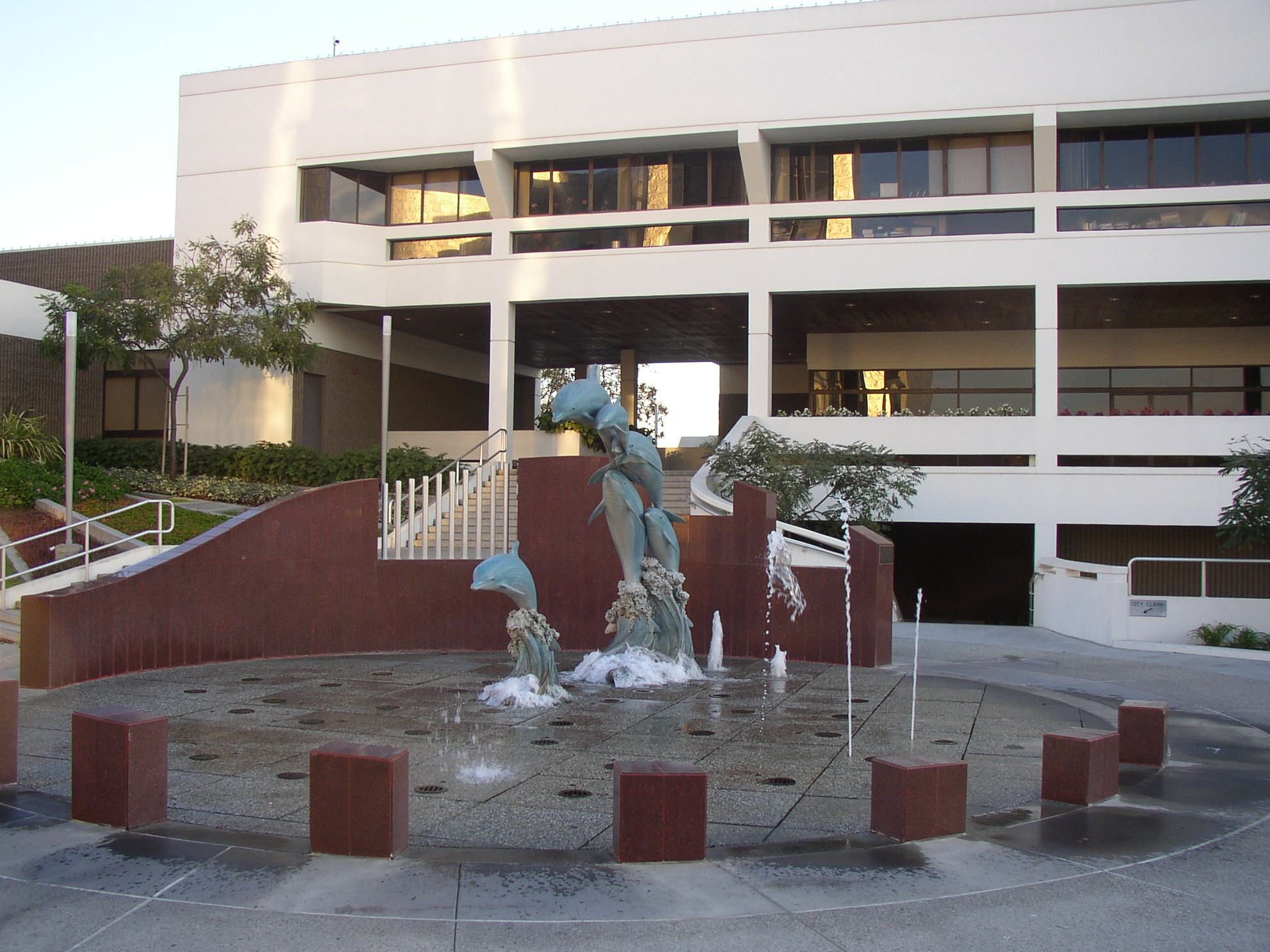
Ajuntament

Cerritos és una ciutat del Comtat de Los Angeles, Califòrnia, Estats Units, i és una de les diverses ciutats que constitueixen les anomenades "ciutats d'entrada" (o Gateway Cities) del comtat sud-oriental de Los Angeles. Fou incorporada el 24 d'abril del 1956. La designació metropolitana actual d'OMB per a Cerritos és "Los Angeles-Long Beach-Santa Ana, CA.". Segons el Cens dels Estats Units del 2010, la població era de 49,041 persones.